# Centrala (singel)
Centrala – pierwszy singel zespołu Brygada Kryzys. Nagrań dokonano w Studio Wawrzyszew w Warszawie w 1982.

## Lista utworów
| Nr | Tytuł utworu                                                      | Długość |
| -- | ----------------------------------------------------------------- | ------- |
| 1. | „Centrala” (słowa: Tomasz Lipiński, muzyka: Robert Brylewski)     | 5:55    |
| 2. | „The Real One” (słowa: Tomasz Lipiński, muzyka: Robert Brylewski) | 3:21    |
|    |                                                                   | 9:16    |

## Skład
- Robert Brylewski – gitara
- Tomek Lipiński – wokal, gitara
- Jarek Ptasiński – instr. perkusyjne
- Tomek Świtalski – saksofon
- Ireneusz Wereński – gitara basowa
- Janusz Rołt – perkusja